# アンブ
アンブ（デンマーク語: Ambu A/S）は、シングルユース内視鏡や救急蘇生機器、心電図電極センサーなど、医療機器の開発・製造を行う多国籍企業。デンマーク首都地域のバレルプ（Ballerup）に本拠を置き、世界15カ国以上に拠点を持つ。ナスダック・コペンハーゲン上場企業（Nasdaq Nordic AMBU B）。

## 沿革
ドイツからデンマークに移住したエンジニアのホルガー・ヘッセが、1937年に設立したテスタ研究所が前身となる。1956年に麻酔医との共同開発による世界初の自己膨張式人工呼吸器（蘇生バッグ、バッグバルブマスク）である「Ambu bag」を発表し、救急医療に画期的なインパクトを与え、続いて救助者による早期蘇生の訓練に用いるトレーニング用マネキンを開発した。1960年代に入りヘッセの妻が経営を引き継ぎ、心電図シミュレータや呼気終末陽圧型人工呼吸バルブなどを開発、1970年代後半には製品がグローバルに流通するようになり、研究所は1986年に名称をAmbu bagに由来するAmbu Internationalに変更、その6年後に株式上場企業となった。
2001年にブルーセンサーの名称で知られる心電図の診断用電極で著名なデンマークの電極メーカーのMedicotestを買収、また感染症リスクの回避やコスト削減効果の見込めるシングルユース（使い捨て）医療器材の開発に着手し、2009年のシングルユース呼吸器内視鏡「aScope」の発売後、シングルユース内視鏡の開発に注力し、バッグバルブマスクなどの麻酔科医向け製品および心電図検査装置などの患者モニタリング機器と並ぶ、アンブの主力製品に成長している。
開発拠点はデンマークのほか、アメリカ合衆国、ドイツ、イスラエルなどにある。地域別の売上では、北米とヨーロッパが4割強となっている。

## 日本におけるアンブ
日本法人「アンブ株式会社」（Ambu K.K.）は、1999年11月に設立され、シングルユース内視鏡を中心に、アンブ製品の輸入・販売を行っている。東京（五番町）にオフィスを持つ。
救急蘇生機器や心電図関連などの製品は、日本の販売代理店で取り扱われている。